# シルバーマグ
シルバーマグは、鈴木産業が販売していた磁気治療器の商品名である。

## 概要
鈴木産業が1970年に開発・発売したシルバーマグは、中心に磁石を貼り付けた絆創膏を肩こりや腰痛などの患部に貼るピップエレキバンなどの派生商品を生み出すこととなる国産初の磁気治療器である。1970年代以降、TBS系月～金曜の朝11時55分のニュースやフジテレビ系昼12時枠のバラエティ番組、70年中盤のクイズタイムショックのスポンサーとしてコマーシャルが流れるなど、知名度は高まっていった。シルバーマグを発売した鈴木産業は並行して磁気ネックレス「ミラクルチェーン」や「ハイール」も発売していた。シルバーマグ自体は「シルバーマグG」などの種類も出ている。